# Arapongas
Arapongas est une ville de l'État du Paraná au Brésil.

## Géographie

### Situation

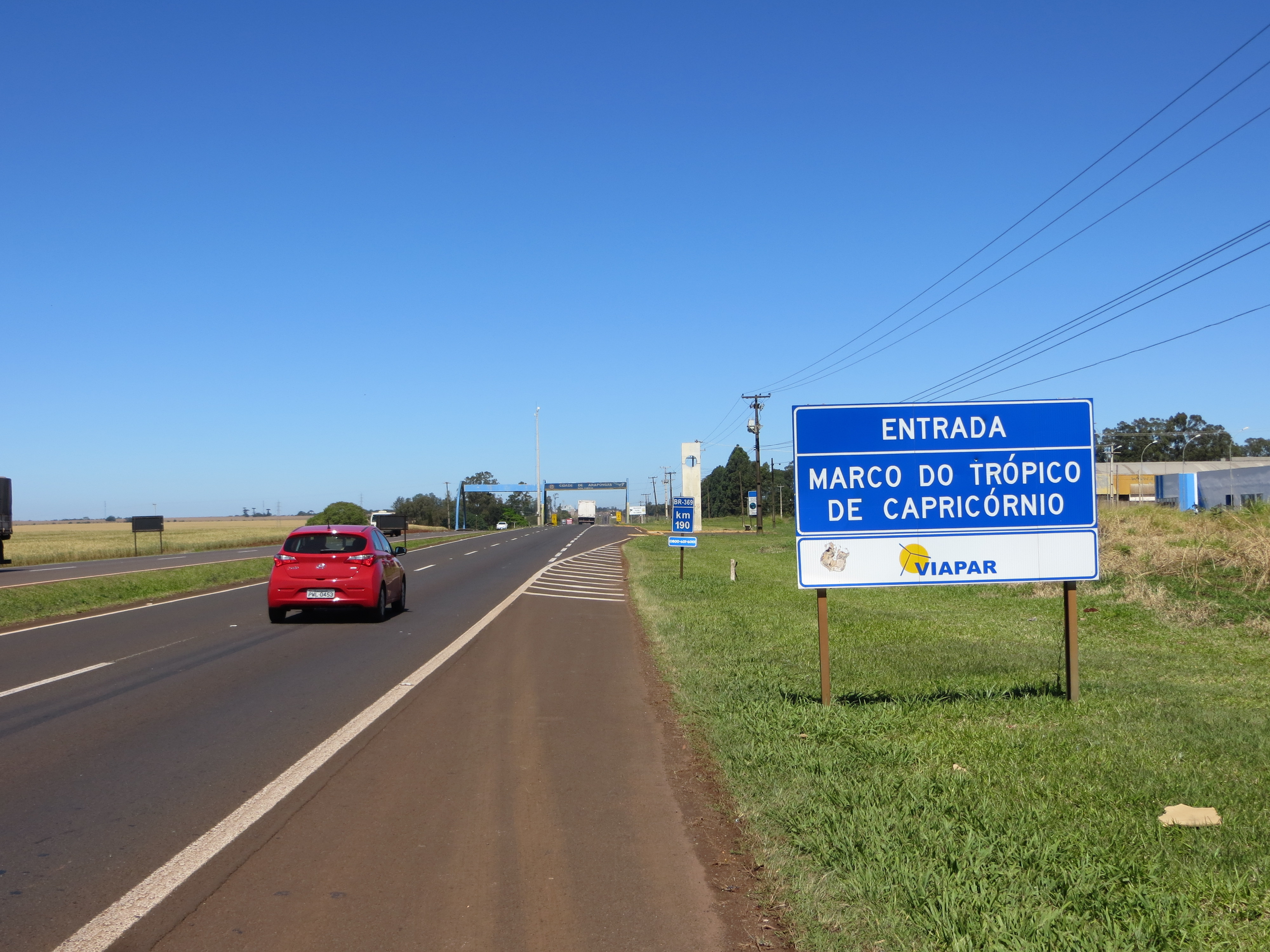
Tropique du Capricorne

Arapongas est située à l'altitude est de 729 m.

### Démographie
La population est de 24 810 habitants, pour une superficie de 370,9 km2 (densité de population est de 222,38 hab/km2).

## Histoire
La ville d'Arapongas a été fondée en 1935. Le premier habitant fut un pionnier français, René Cellot.

## Transports
Arapongas possède un aéroport (code AITA : APX).